# Нардо ди Чоне

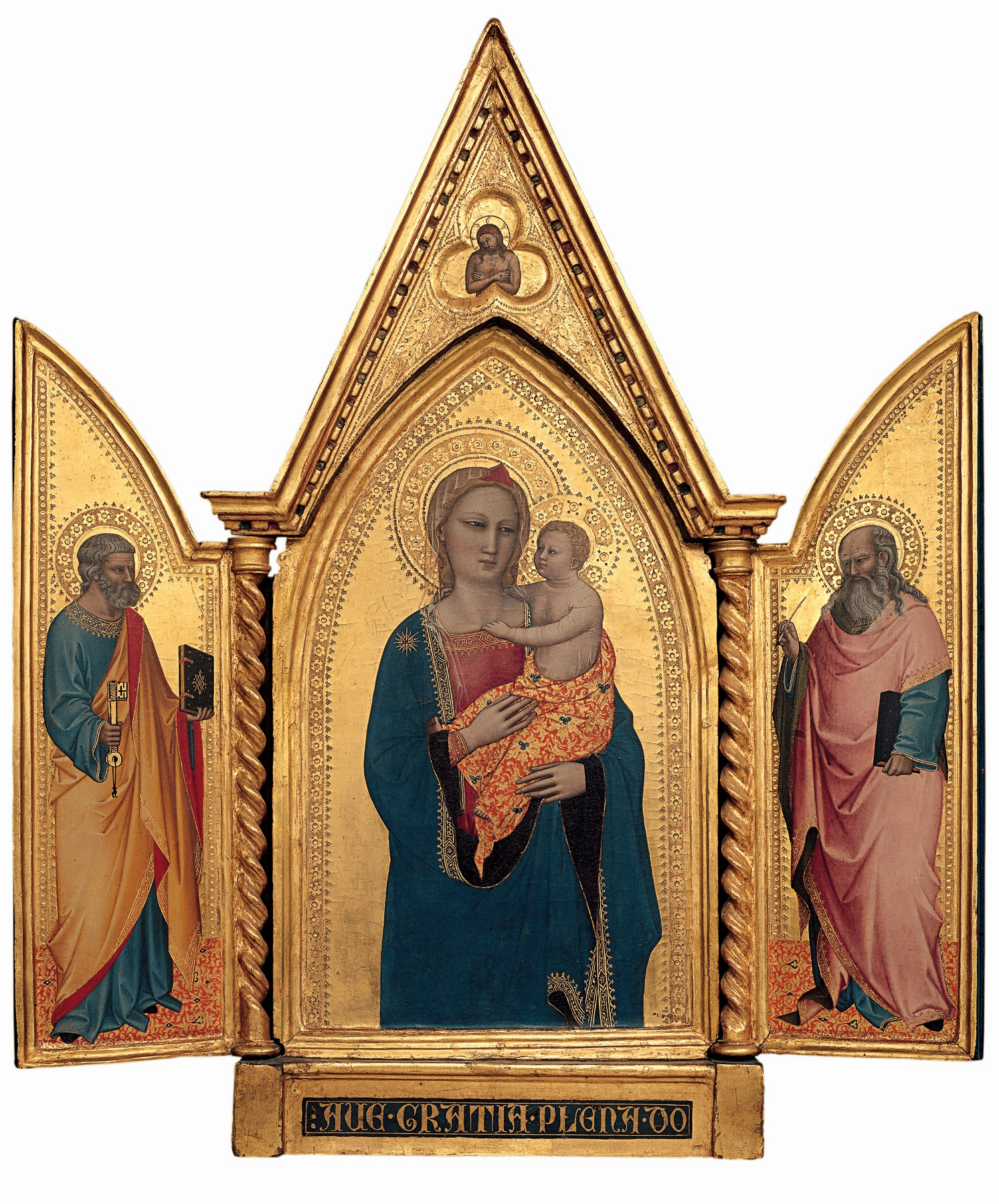
Нардо ди Чоне. Триптих-складень. ок. 1360. Национальная галерея искусства, Вашингтон

Нардо ди Чоне (итал. Nardo di Cione; ок. 1320 — ум. 21 мая 1365 или 16 мая 1366) —  живописец итальянского проторенессанса флорентийской школы.

## Биография
Нардо принадлежал к семейству художников Чоне, мастерская которых в середине XIV века, после страшной эпидемии чумы 1348 года, была ведущей на художественном рынке Флоренции. Его старший брат Андреа ди Чоне (Орканья) известен больше, чем младшие братья — Нардо, Якопо, и Маттео, однако в случае с Нардо ряд исследователей считает это незаслуженным, обидным следствием авторитета одного из первых биографов итальянских живописцев Джорджо Вазари, который посвятив отдельную главу Орканье, упоминает о работах Нардо вскользь, считая его лишь помощником старшего брата. Более того, Вазари исказил имя художника, сообщив, что его звали Бернардо, в то время как в действительности «Нардо» было сокращением от Леонардо. Несмотря на частое сотрудничество и работу в рамках семейного подряда, искусство Нардо ди Чоне носило достаточно своеобразный и самостоятельный характер, и отличалось от суровой манеры Орканьи более лиричным прочтением наследия Джотто.
Дата рождения художника неизвестна. Художественные навыки он, возможно, обрёл в мастерской Бернардо Дадди, где, как предполагают, одно время работал и его брат Андреа. Имя Нардо впервые появляется в 1346-48 годах в списках цеха врачей и аптекарей «Арте деи Медичи э дельи Специали», куда входили и художники (вероятно потому, что приготовление красок было похоже на приготовление лекарств). К этому времени Нардо стал достаточно известным мастером для того, чтобы в 1348 году вместе с братом Андреа быть рекомендованным руководителям города Пистойя, обратившимся к властям Флоренции с просьбой назвать имена лучших художников для изготовления алтаря в церкви Сан Джованни Фуорчивитас. В этот период братья Чоне жили в районе прихода церкви Сан Микеле Висдомини, и совместно держали мастерскую. В 1350-х и первой половине 1360-х годов Нардо, согласно архивным документам, проживал в центральном районе Флоренции, но числился при другом приходе, нежели его брат Орканья, продолжая, тем не менее, работать с ним в одной мастерской. Из документов также известно, что в 1356 году Нардо написал образ Мадонны, который ранее висел в помещении Габелла деи Контратти (финансово-деловом учреждении Флоренции; образ не сохранился). В 1363 году он получил плату за росписи в оратории братства Бигалло, от которых ныне сохранились лишь фрагменты. 21 мая 1365 года Нардо ди Чоне составил завещание, а в 1366 году его уже не было в живых. Своё имущество он завещал поделить между тремя своими братьями — Андреа, Якопо и Маттео. Поскольку в завещании не упомянуты жена и дети, Нардо, вероятно, прожил жизнь холостяком (хотя по другим сведениям у него был сын Джованни, который помогал ему в росписях капеллы Строцци). Эти несколько фактов — практически всё, что известно о двадцатилетней творческой карьере художника.
Не сохранилось ни одной подписанной работы живописца. Несмотря на то, что большинство известных ныне его произведений находятся во Флоренции, Нардо работал во многих других местах. Сохранился документ, правда, не имеющий даты, согласно которому художник Бартоломео Кристиани из Пистойи вступил с Нардо в соглашение о том, что тот будет помогать ему в случаях, когда Бартоломео придется работать за пределами Флоренции. Кроме того, присутствие на большом Бойницком алтаре св. Райнерия, покровителя Пизы, свидетельствует, что художник создавал алтарь для этого города, то есть наверняка в нём работал.
Флорентийская живопись второй половины XIV столетия значительно отличалась от живописи первой половины. Художественные открытия, сделанные Джотто в первой половине века, не получили дальнейшего развития. Напротив, его ученики и последователи повернулись к искусству предшествующей, доджоттовской эпохи, в большой мере отказавшись от развития картинного иллюзорного пространства и передачи объёма и массы предмета. Учёными высказывались разные предположения по этому поводу. Одна из самых распространённых точек зрения гласит, что после страшной эпидемии чумы, разразившейся в Италии в 1340-х годах, которая интерпретировалась как кара божья за грехи, в обществе усилилась консервативная религиозность, сделавшая немодными разные новшества, и, в частности, в живописи тоже. Общество, как обычно бывает, стремилось обратиться к первоистокам, в надежде обрести в них спасение. Этим объясняют плоскостность и суровость живописных образов, созданных Андреа ди Чоне (Орканья); это же правило распространяется и на живопись его брата Нардо. Однако в произведениях Нардо, который был чистым живописцем в отличие от брата, известного в первую главу как скульптор и архитектор, можно видеть более тонкий и поэтичный подход, который принято объяснять влиянием сиенской школы и знакомством с работами Джованни да Милано, ломбардского художника, работавшего во Флоренции. Поэтому Нардо считают одним из участников развития лирической линии во флорентийской живописи, линии, к которой принадлежали Мазо ди Банко, Джоттино, Джованни да Милано, Андреа Бонайути. Эта линия продолжилась в XV веке, слившись с живописью интернациональной готики в работах Лоренцо Монако и Джентиле да Фабриано.

## Произведения

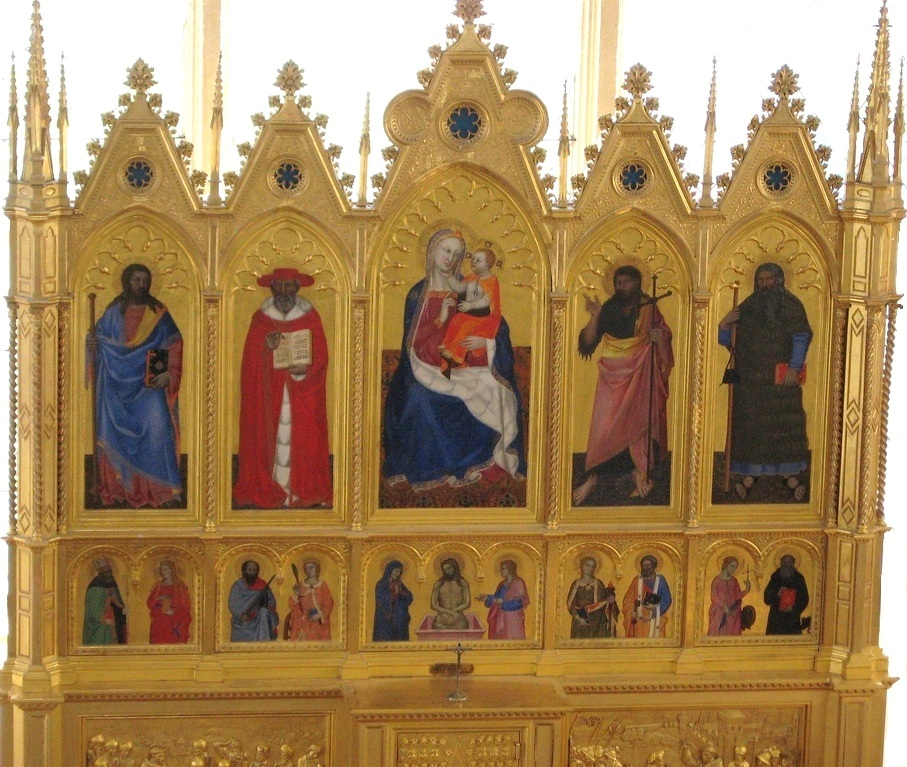
Бойницкий алтарь. Замок Бойнице, Словакия

Крупнейшей и самой известной работой мастера, дошедшей до наших дней, являются фресковые росписи капеллы Строцци во флорентийской церкви Санта Мария Новелла. Менее значительны фрески, которые ему приписывают в капелле Св. Анны в Кьостро деи Морти в ц. Санта Мария Новелла, капелле Гьочи э Бастари и капелле Ковони в церкви Бадиа Фьорентина, а также живопись крестного обхода в трапезной церкви Сан Спирито.
Среди станковых работ Нардо ди Чоне есть только один сохранившийся целиком полиптих — это так называемый «Бойницкий алтарь» (ок. 1350 г. Замок Бойнице, Словакия). Произведение состоит из десяти деревянных панелей, на которых в главном ряду изображены: в центре «Мадонна с младенцем» (110х70см), по сторонам от неё святые Яков, Иероним, Иоанн Креститель и св. Райнерий. Пять панелей пределлы содержат изображения Св. Августина и Марии Магдалины; Апостола Павла и св. Екатерины; в центре — «Оплакивание Христа Марией и Иоанном»; справа — апостол Пётр и св. Лючия; Св. Маргарита Антиохийская и св. Антоний (пустынник). За исключением св. Райнерия все персонажи алтаря — раннехристианские святые, а сам алтарь, предположительно, был создан для храма монахов-августинцев в Пизе (об этом говорит присутствие на алтаре покровителя Пизы св. Райнерия и св. Августина). В 1870 году граф Ян Франтишек Пальфы приобрёл его в Италии и привёз в свой замок в Бойнице. Ранее произведение приписывалось Орканье, затем считалось совместной работой братьев, сейчас определено как самостоятельная работа Нардо ди Чоне. Готическая рама алтаря была изготовлена в конце XIX века. С этим произведением была связана криминальная история: в 1933 году все панели полиптиха были похищены, и более года находились в неблагоприятных для хранения условиях. После раскрытия преступления, реставраторы провели серьёзные работы по его восстановлению. В конце 1980-х годов алтарь был предметом политического раздора при разделении Чехословакии на Чехию и Словакию, так как после Второй мировой войны он хранился в музее Праги; в 1995 году алтарь занял своё место в словацком Замке Бойнице, мероприятие сопровождалось его освящением и торжественной мессой.
Кисти Нардо приписывают несколько триптихов. Один из них, с изображением Мадонны с младенцем и двух святых — Григория Великого и Иова, довольно крупных размеров (250х212см) и находится в трапезной ц. Санта Кроче, Флоренция. Другой, благодаря высоким пинаклям ещё более крупный триптих (300х212см), хранится в Галерее Академии, Флоренция. На нём изображена Ветхозаветная троица — Отец, Сын и Святой дух, а по сторонам от неё св. Ромуальд и Иоанн Богослов. Панели пределлы украшают четыре эпизода из жития св. Ромуальда: Явление святому Ромуальду святого Аполлинария; Отшельник Марин наставляет св. Ромуальда и Св. Ромуальд мучимый демонами; Сон св. Ромуальда. В пинаклях изображены агнец на алтаре и два ангела по сторонам. На триптихе нет подписи автора, но есть дата — 1365 год. Произведение было создано для конвента Санта Мария дельи Анджели во Флоренции по заказу Джованни Гиберти, который согласно завещанию от 1363 года пожертвовал необходимую сумму. Ранее этот триптих приписывался Лоренцо Монако, затем считался совместной работой Орканьи и Нардо; позднейшие исследователи (Босковиц, Тартуфери) однозначно считают триптих работой Нардо ди Чоне.

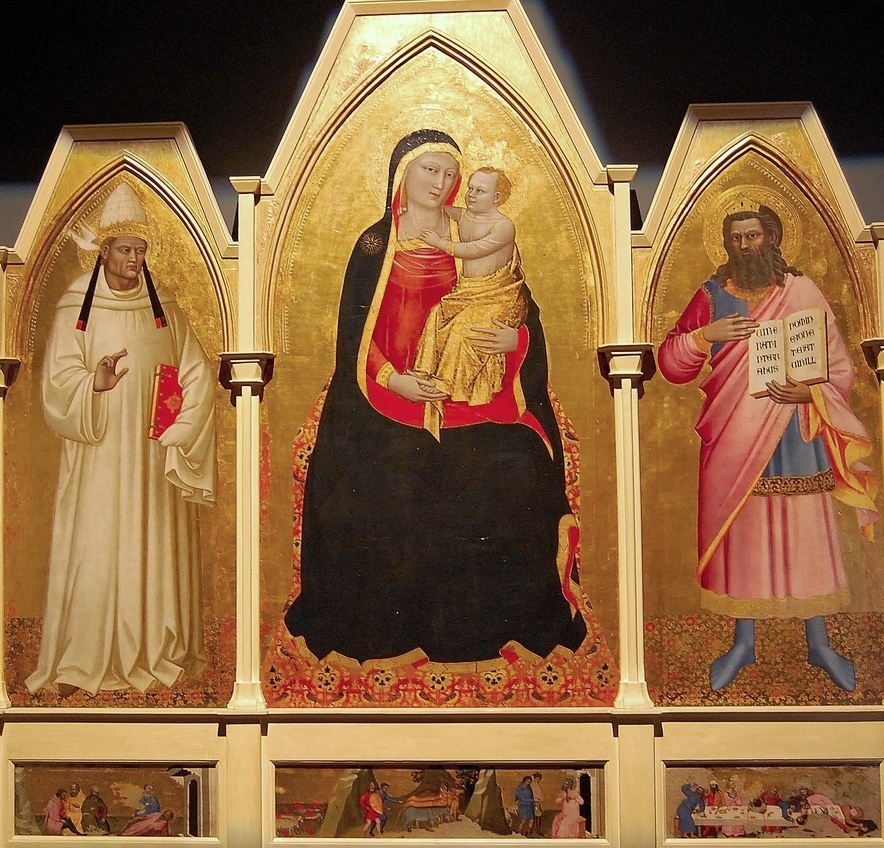
Триптих церкви Санта-Кроче, Флоренция
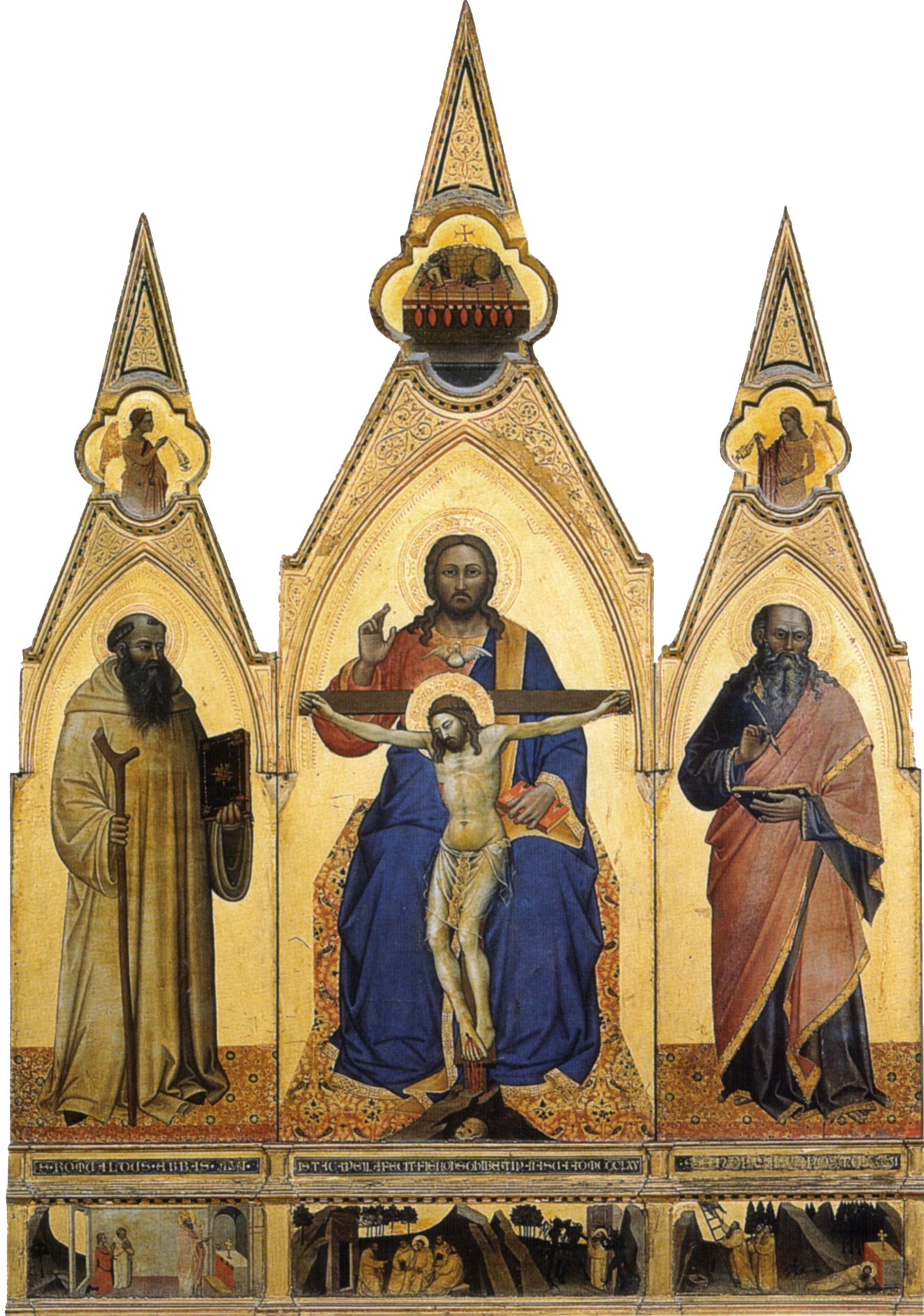
Троица со святыми Ромуальдом и Иоанном Богословом. Триптих. Галерея Академии, Флоренция
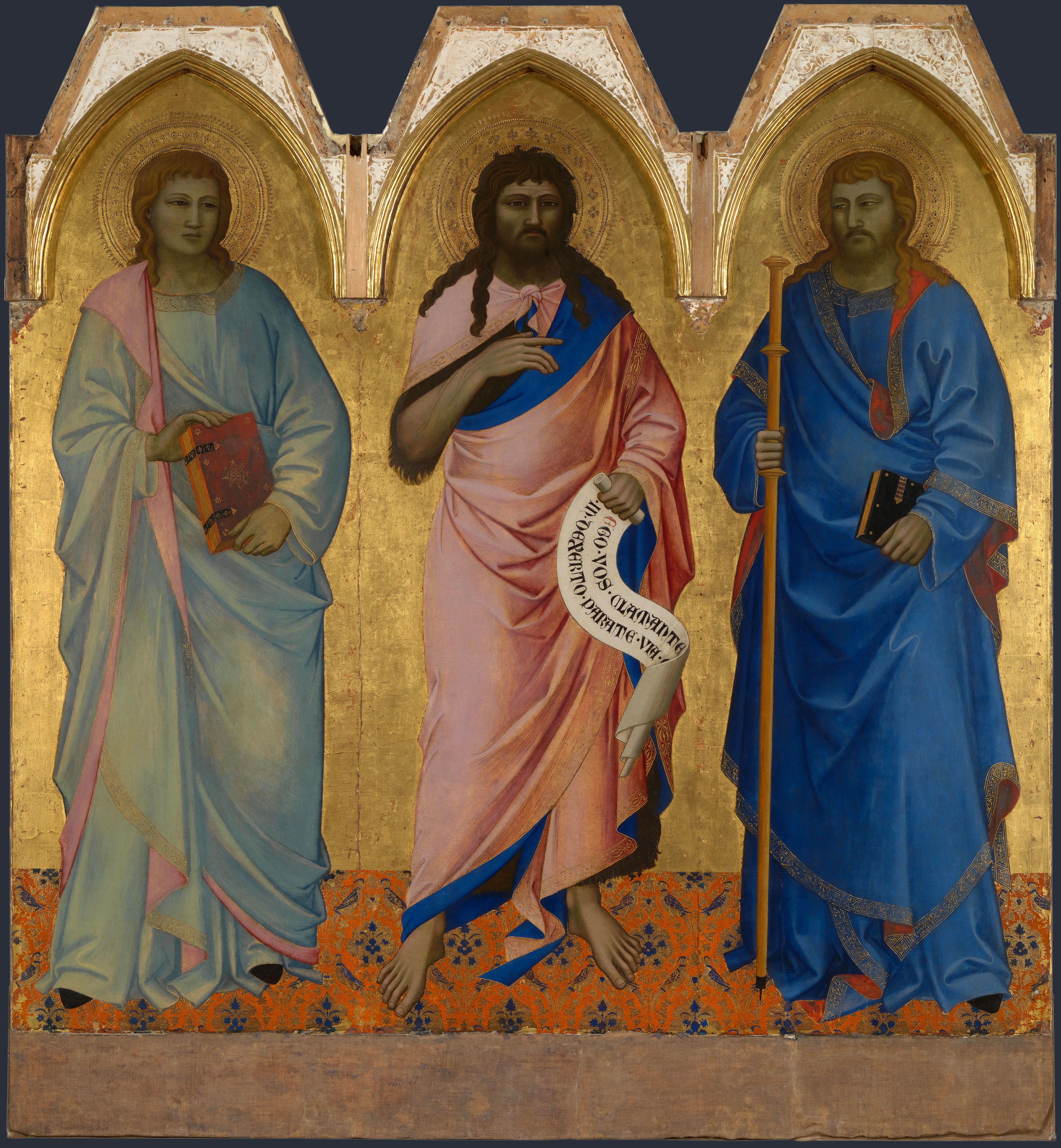
Трое святых. Ок. 1365. Национальная галерея, Лондон

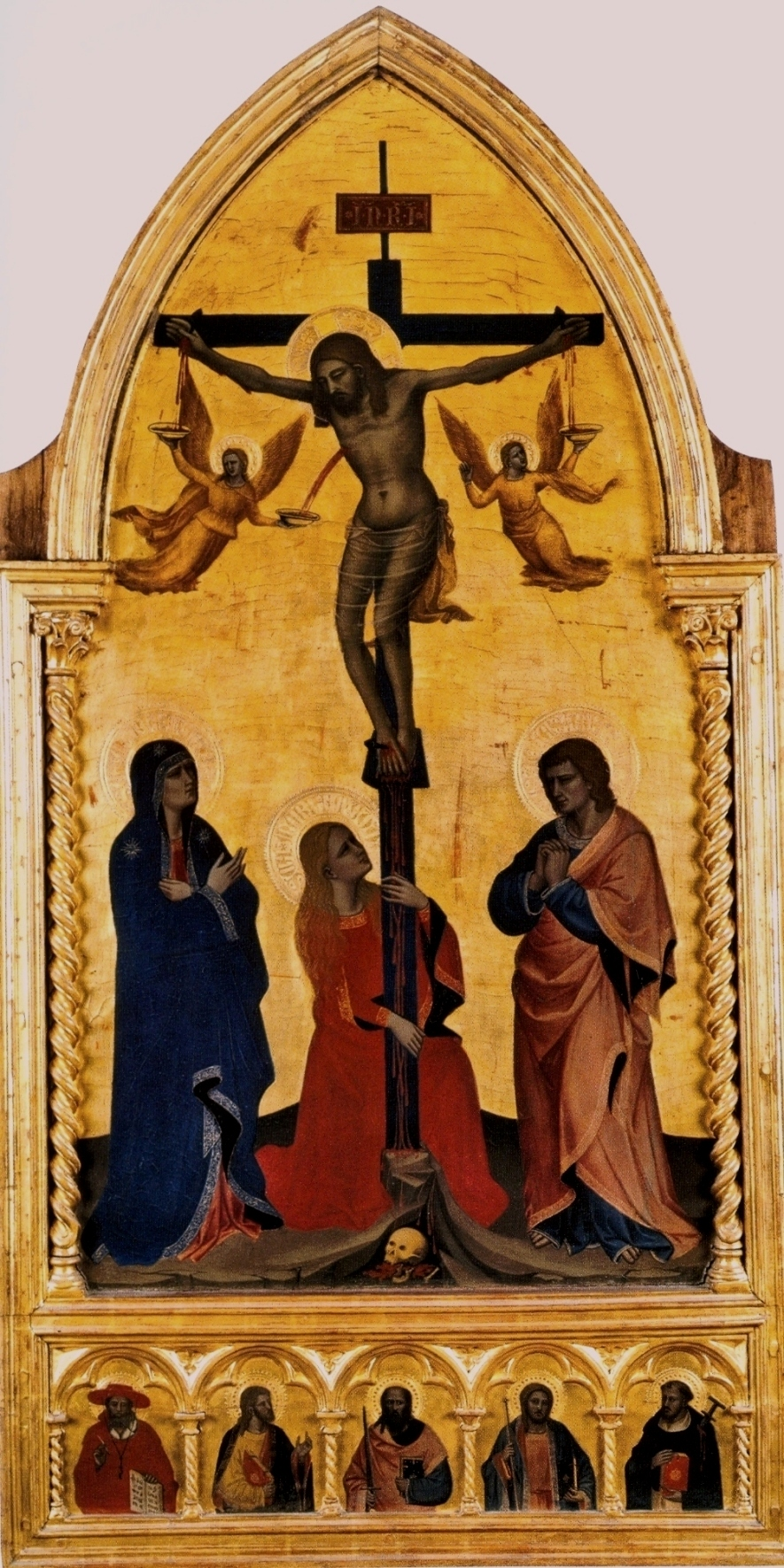
Распятие. Ок. 1350. Уффици, Флоренция

Приблизительно к этому же времени, 1365 году, относят изображение трёх святых из Национальной галереи, Лондон. Иоанн Богослов, Иоанн Креститель и св. Яков стоят в полный рост на ковре с изображениями птичек и цветочных орнаментов — мотив, который часто использовался Нардо. Письменные источники сообщают, что этот алтарь происходит из церкви Сан Джованни Баттиста делла Кальца, Флоренция, подтверждением чему служит фигура Иоанна Крестителя в центре (Джованни Баттиста — Иоанн Креститель, его грубая власяница проглядывает из-под роскошного плаща). Этот храм был в своё время построен по воле Биндо ди Лапо Бенини, и алтарь, вероятно, был заказан им же; этим можно объяснить присутствие на картине св. Якова с посохом пилигрима (Лапо — в итальянском языке вариант имени Якопо, то есть Якова,). Кроме того, брат Биндо ди Лапо Бенини был приором монашеского ордена в Пизе; исследователи предполагают, что присутствие на триптихе Иоанна Богослова, брата св. Якова, который изображён с Евангелием в руке, объясняется этой родственной связью.
Средних размеров триптих-складень из Национальной галереи, Вашингтон, (ок. 1360 г.; 76х66,4 см) предназначался не для храмов, но для совершения молитвы в частных апартаментах. Такие небольшие домашние алтари выполнялись художниками на заказ, либо выпускались мастерской как некий стандартный товар, который можно было приобрести на выбор прямо со склада. Художник изобразил на нём Мадонну с младенцем, св. апостола Петра и Иоанна Богослова. Красочная поверхность этого алтаря прекрасно сохранилась благодаря тому, что его внутренность была закрыта створками.
Особое место в творчестве Нардо отводится превосходной сцене Распятия из Галереи Уффици, Флоренция, которую он выполнил в свой ранний период, около 1350 года. Её размеры 145х71 см. Американский учёный Ричард Оффнер высказал предположение, что ранее эта картина была центральной частью какого-то табернакля. «Распятие» написано в соответствии со сложившимися правилами — кровь распятого Христа ангелы собирают в чаши, в нижней части смерть Иисуса оплакивают Мария, Мария Магдалина и любимый ученик Иоанн. У основания креста лежит череп Адама, напоминая, что Христос принял смерть на кресте во искупление людских грехов. Сцене присуща тонкая композиционная уравновешенность, а фигура Магдалины, обхватившая руками крест, полна не джоттовской, но готической грации. В нижней части расположена небольшая пределла с полуфигурами святых Иеронима, Якова-младшего, Павла, Якова-старшего и Петра-мученика. Другое, менее удачное «Распятие со скорбящими Мадонной и Иоанном» (106х48,5 см) хранится в Окружном музее Милана.
Исследователями отмечается изящество, присущее «Мадонне с младенцем» из Миннеаполиса (Институт искусств; разм. 82,5х33,3 см; датируется 1350-60 гг). Высокая, вытянутая фигура Мадонны стоящей на роскошном ковре, одетая в искусно задрапированный синий плащ с элегантными складками, близка к образцам северной готики и одновременно по-итальянски лирична. Возможно, ранее эта картина была центральной панелью небольшого алтаря. Исследователями неоднократно отмечалась тщательность наложения красок художником. Он использовал мягкие, полупрозрачные тона, которые накладывал в несколько слоёв; использование розоватых пигментов для губ и щёк его мадонн оживляло их образ. Кропотливо выполненные сграффито (на золотую подоснову наносилась краска, а потом процарапывался узор) и тщательный узорчатый накат по золоту помогли его произведениям хорошо сохраниться. По этим причинам ряд экспертов считает Нардо лучшим среди мастеров Треченто.

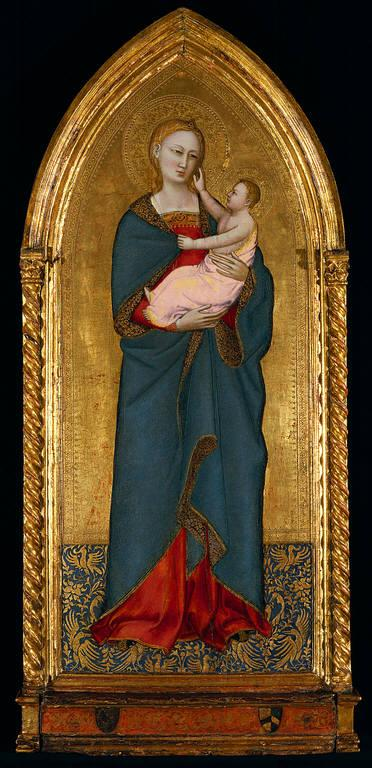
Мадонна с Младенцем. Институт искусств, Миннеаполис, США
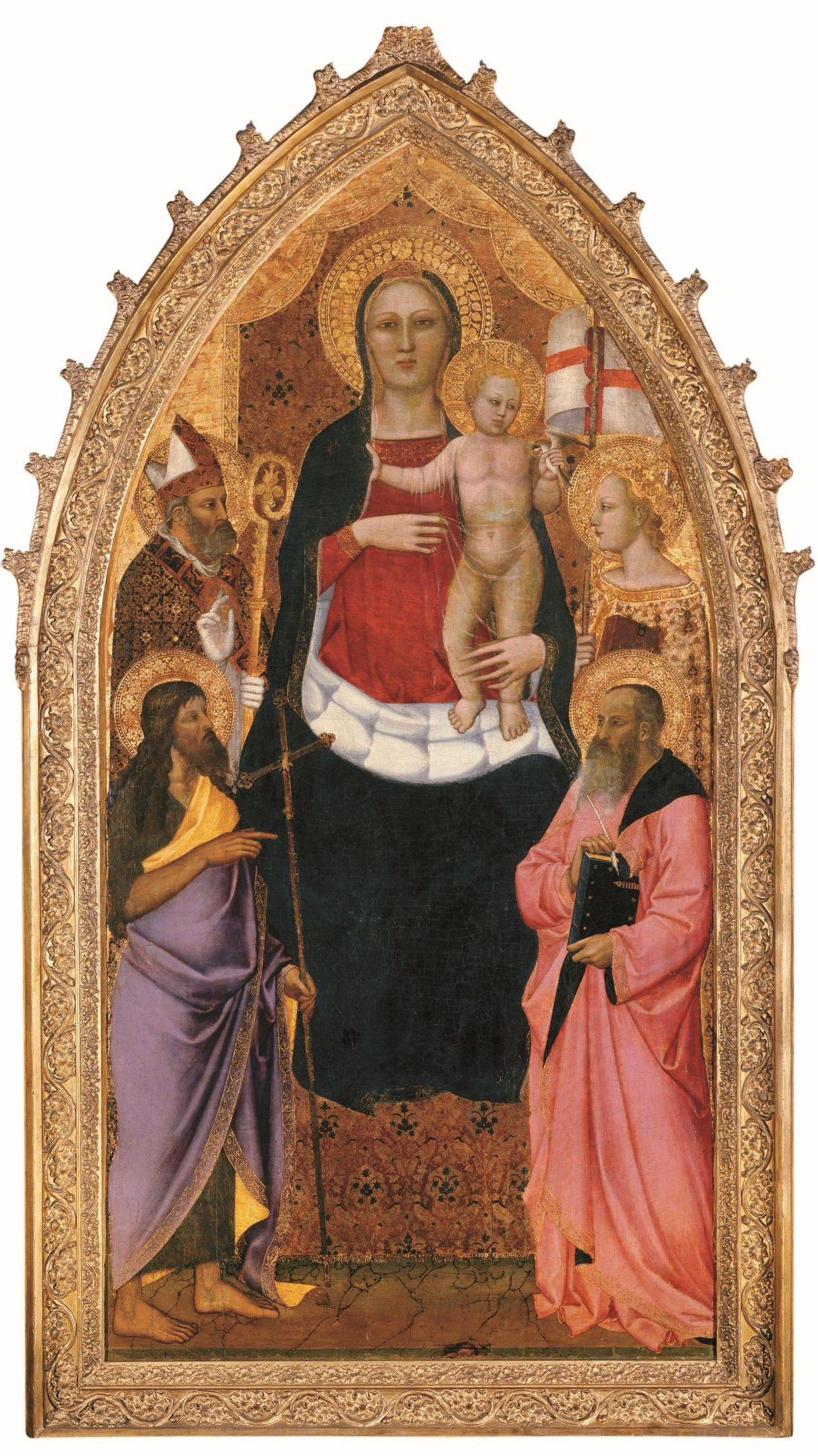
Мадонна с Младенцем и четырьмя святыми. Музей Бруклина, Нью-Йорк
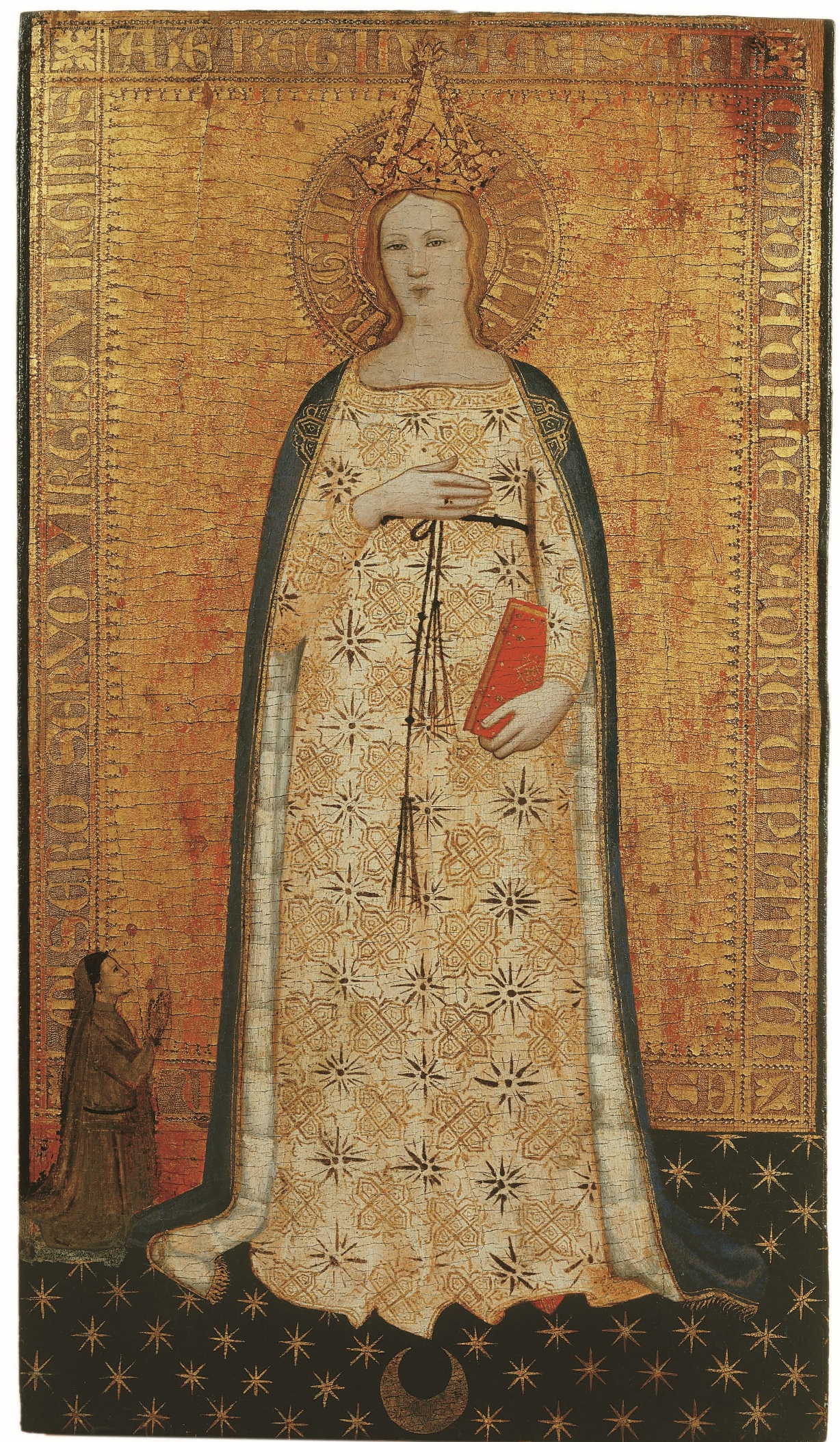
Мадонна дель Парто. Музей Бандини, Фьезоле

Другая «Мадонна с младенцем и четырьмя святыми» из Музея Бруклина, Нью-Йорк, гораздо больше по размеру (196,9х100,3 см). Произведение датируют серединой 1350-х годов; на нём художник изобразил Мадонну с младенцем, держащим в руке щегла — символ Страстей Христовых. Вокруг них расположились: слева — святые Зиновий Флорентийский и Иоанн Креститель, справа — святая Репарата и Иоанн Богослов. Святая Репарата и Зиновий Флорентийский являются покровителями Флоренции; кроме того, святая Репарата была титульной святой Флорентийского собора, в котором хранятся реликвии св. Зиновия. На основании этого исследователи предполагают, что ранее эта большая икона украшала одну из колонн внутри Флорентийского собора.
Нардо ди Чоне приписывают также некоторые отдельные панели с изображением святых. Две картины из Старой пинакотеки, Мюнхен вероятно составляли диптих; на одной из них можно видеть святых Антония, Амврозия, Иоанна Крестителя, Павла и Екатерину; на другой — святых Петра, Юлиана, Стефана и неизвестного святого епископа. Другая разновидность — это отдельные панели, которые ранее составляли более сложные алтарные конструкции, как например «Иоанн Богослов» из музея Линденау, Альтенбург, или"Св. Пётр" из Художественной галереи Йельского Университета (ок.1355-60гг; 99,4х40см); ранее «Св. Пётр» был частью большого триптиха, который Нардо написал вместе с братом Андреа — в той же галерее хранится парная «Св. Петру» картина с изображением «Иоанна Крестителя», написанная Андреа Орканьей. Наряду с такими работами есть произведения, в отношении которых у исследователей нет определенного мнения; их считают либо совместной работой Нардо и Андреа, либо продуктом «мастерской Чоне». К таким относится, например, «Распятие и шесть святых» из Музея Метрополитен, Нью-Йорк, и «Распятие» из музея Ашмолеан.
Среди «Мадонн», созданных Нардо, можно упомянуть «Мадонну с младенцем» из Художественного музея Милуоки, Висконсин (ок. 1350 г.) и великолепную «Мадонну дель парто» (1355-60гг, Фьезоле, музей Бандини). «Мадонна дель парто» означает «Мадонна рожениц»; в рамках этого иконографического типа Мадонна изображалась беременной (об этом свидетельствуют её пышные формы в области талии), и служила молельным образом для забеременевших женщин, жаждавших благополучно выносить и родить ребёнка.

## Фрески капеллы Строцци в церкви Санта-Мария-Новелла
Фрески капеллы Строцци — самое крупное и самое философски-глубокое произведение Нардо ди Чоне дошедшее до наших дней. Точная дата постройки этой капеллы неизвестна. Церковь Санта Мария Новелла начали строить в 1246 году, и завершили в начале XIV века, так что разные её части имеют разные даты завершения работ. Мнения исследователей разделились, часть из них говорит о ранней датировке строительства капеллы, другая о более поздней дате и связывает работы по её возведению с именами сыновей скончавшегося в 1316 году Россо ди Джерио Строцци — Убертино, Строцца, Джакомо и Марко. Семейство Строцци, наряду с Барди и Перуцци, было одним из самых могущественных кланов Флоренции, нажившим свой капитал на торговле и банковских операциях.
Время создания росписей капеллы из старых источников также не известно. Известно лишь, что между 1354 и 1357 годами Андреа ди Чоне по прозвищу Орканья исполнил для этой капеллы алтарь, который был ему заказан Томмазо ди Росселло Строцци. Одновременно с этим алтарём могли появиться и фрески капеллы, однако в данном случае неясно, был ли заказчиком росписей всё тот же Томмазо или его двоюродный брат Якопо ди Строцца Строцци, или как один из вариантов — его дядя Фра Пьетро Строцци. Исполнителями фресок старые авторы называли Андреа ди Чоне (Билли; 1516—1520гг), его брата Нардо (Гиберти; 1447г), а также упоминается об их совместной работе (Вазари; 1550 и 1568 гг.). Все современные исследователи считают фрески произведением Нардо ди Чоне. Вместе с Нардо над росписями капеллы, вероятно, работал его сын Джованни, кисти которого исследователи приписывают изображения отцов церкви на арке входа и живопись на своде.
Живопись трёх стен капеллы представляет собой, по сути, огромный триптих, в котором левая и правая стены расписаны картинами Рая и Ада, и главная, алтарная стена сценой Страшного суда. Основной достопримечательностью капеллы является с поразительной достоверностью переданное изображение зловещего ада, воспетого Данте, из-за которого, согласно Гиберти (XVв) она получает другое своё название — «капелла ада». Фрески в своё время сильно пострадали от пожара и много раз переписывались. Особенно пострадали «Рай» и «Ад», а лучше всего сохранились «Страшный суд» и живопись свода. Части свода украшены четырьмя медальонами, в которых между персонификациями Главных и Теологических добродетелей располагается Фома Аквинский на троне. В оконном проёме находятся фигуры Мадонны и Фомы Аквинского, на входной арке — святые отцы церкви, а также св. Доминик и Пётр.
На центральной стене помещается сцена «Страшного суда». Её живописное пространство сильно нарушено большим окном. Сверху на облаке виднеется полуфигура Христа, правой рукой он благословляет праведников, левой указует на грешников (именно в их сторону направлен его взгляд). Перед Христом симметрично расположились ангелы, возвещающие о начале страшного суда. Ниже, как заступники за род человеческий, изображены Мадонна и Иоанн Предтеча. К Христу устремлены лики сидящих ещё ниже двенадцати апостолов. В самом нижнем ярусе показано всеобщее воскресение, мёртвые только начинают покидать свои зияющие тёмные могилы. Слева от окна находится сторона праведников, справа — грешников. Несмотря на напряжённый, эмоциональный пафос сцене присуща твёрдая композиционная упорядоченность. Средством передачи напряжения момента является выразительная мимика и жестикуляция персонажей. Изображены люди всех возрастов и званий, вместе с ними мастер стремится передать весь возможный спектр чувств и страданий. Исследователи обращают внимание на крайне разнообразную, подчас экзотическую одежду персонажей, особенно костюмы язычников и чернокнижников. Среди изображённых праведников специалисты достаточно легко определили целый ряд библейских и исторических фигур. В самом верхнем ряду слева направо — Моисей с двумя скрижалями, Ной с моделью ковчега в руке, Исаак (с барашком), далее его родители — Сара и Авраам. Ниже слева направо можно видеть Петрарку (в чёрном), Боккаччо (анфас), Данте (в белом) и профессора Пьетро Строцци (ум. 1353 г.), которому некоторые исследователи приписывают участие в составлении иконографической программы росписей. Разобраться с грешниками гораздо труднее, так как не существует устоявшейся иконографии конкретных грешников (как нет, и не могло быть, их икон). Изображённые художником лица настолько индивидуальны, что у исследователей не остаётся сомнений в том, что это реальные исторические персонажи или жившие в ту эпоху люди.

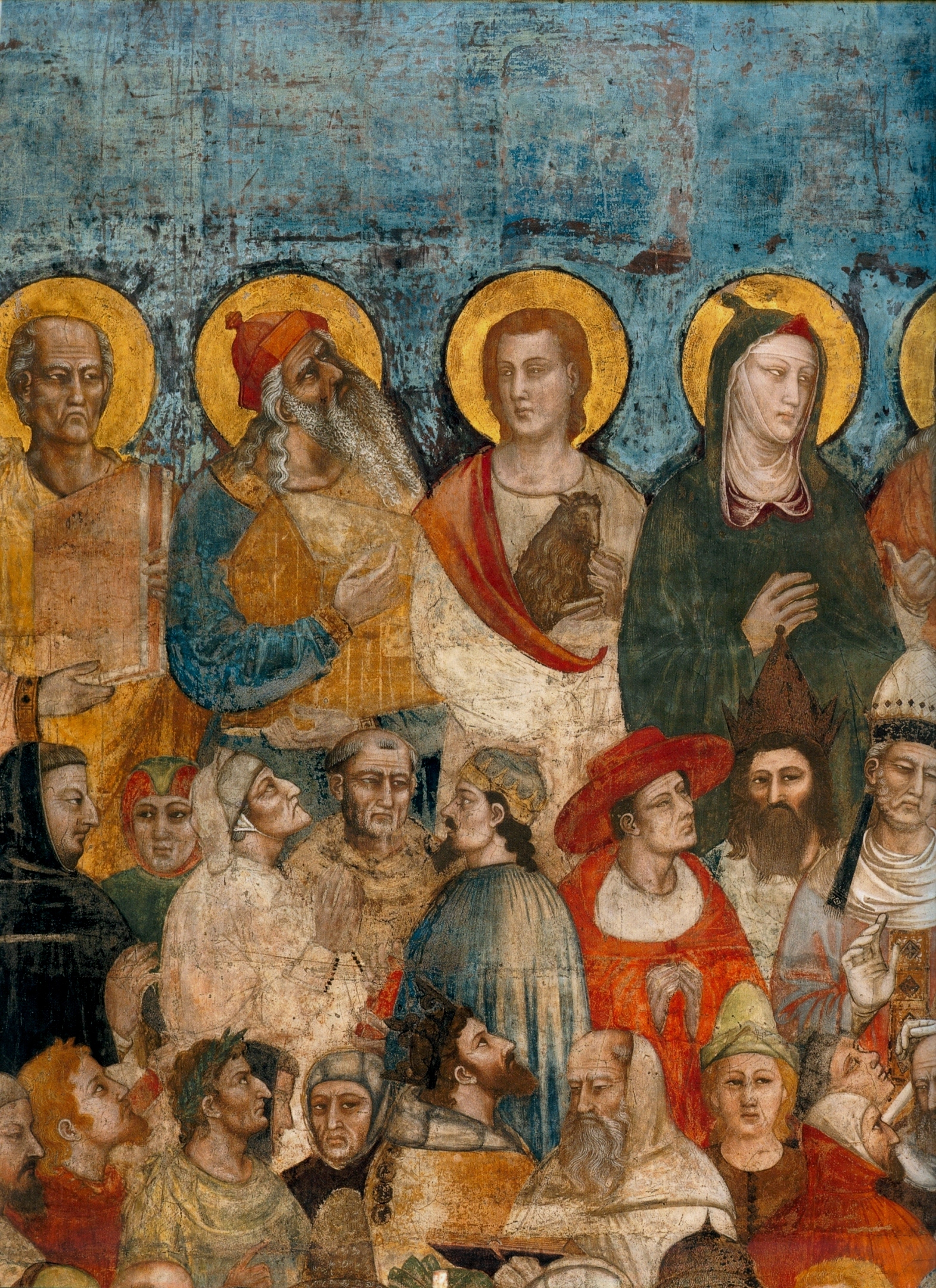
Страшный суд. Праведники, деталь
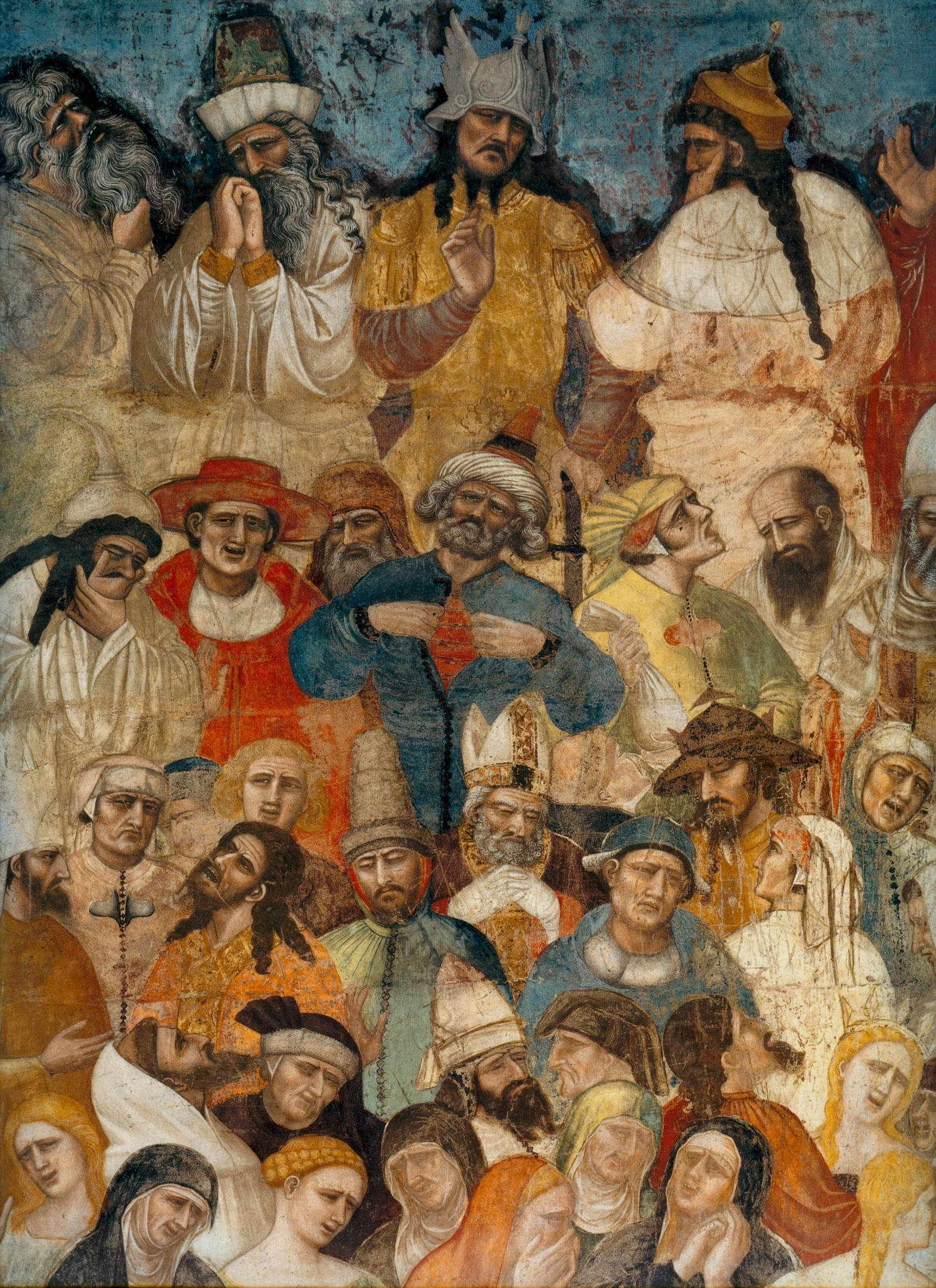
Страшный суд. Грешники, деталь
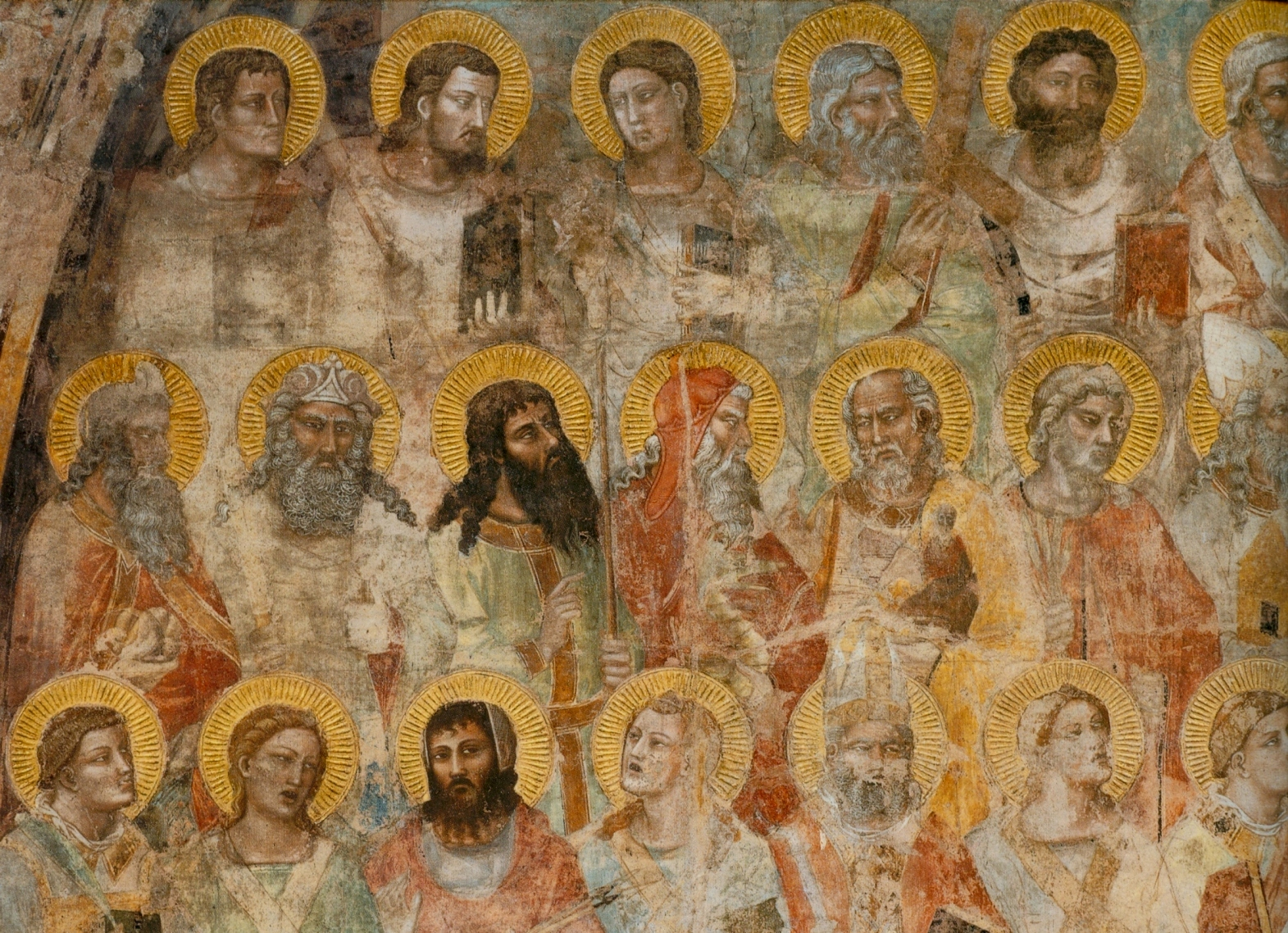
Рай, деталь
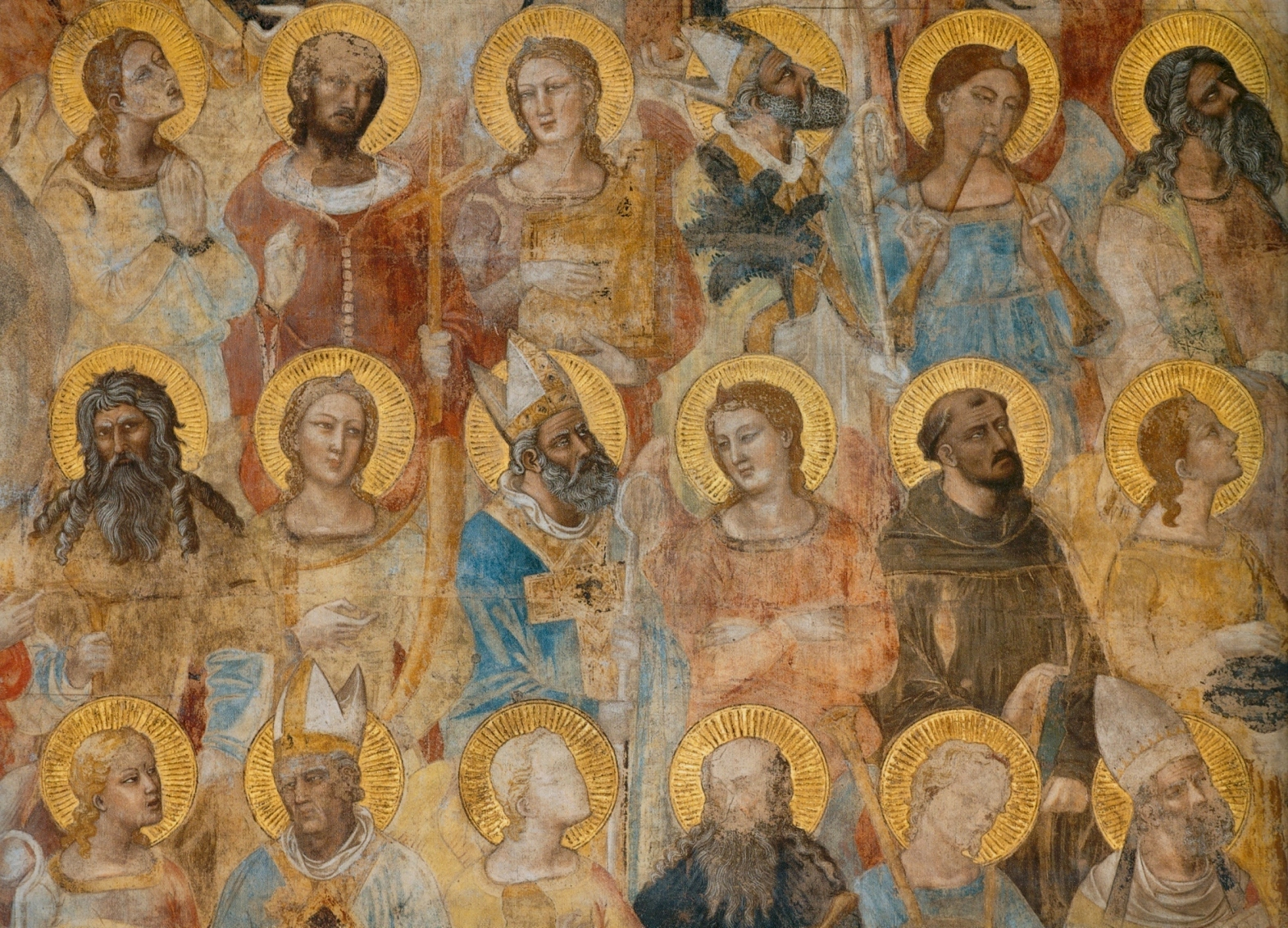
Рай, деталь

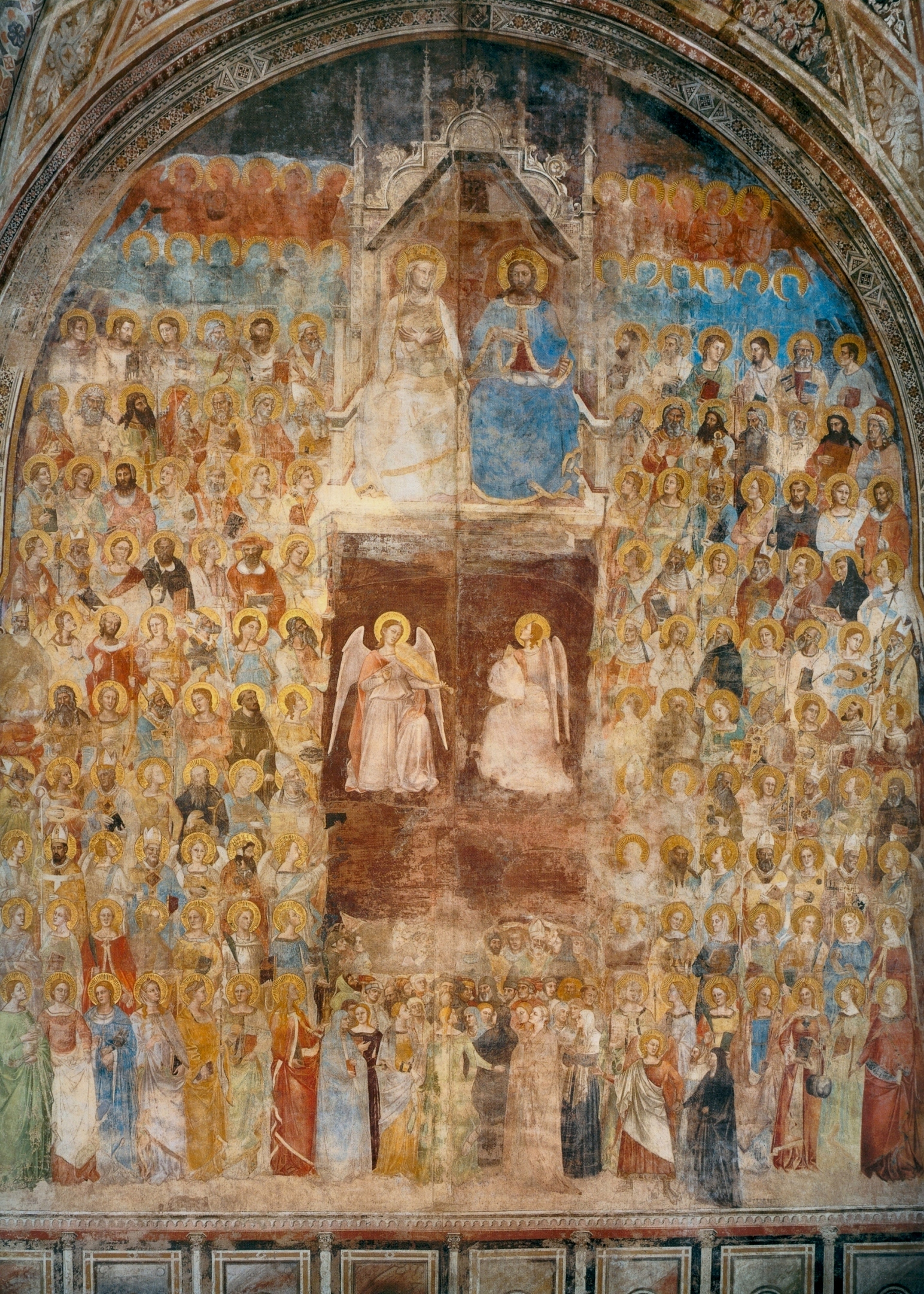
Рай

Ещё большее впечатление производит композиция «Рай», расположенная на южной стене. Она носит характер того же иератического церемониала что и в «блаженном граде» у Данте (Рай, песнь XXXII). В композиции фрески художник стремится соединить Божественный Престол и Небесный Град, стараясь, однако, избегать однообразия и схематичности. Трудно сказать, насколько выполнима такая задача — ряды святых стоят ровными, словно разлинованными колоннами, регулярность которых нарушена только внизу центральной части, где можно видеть супружескую чету рядом с Архангелом Михаилом. Многие исследователи (в частности, Оффнер, 1960; Джайлз, 1977; Питтс, 1982; Крейтенберг, 2000) считают, что это портреты заказчиков капеллы, хотя их расположение здесь выглядит несколько странным для того времени.
Раю противопоставлена зловещая панорама Ада. Изображение ада во флорентийской живописи имело особый характер, поскольку находилось под неоспоримым влиянием «Божественной комедии» Данте Алигьери. Ад, воспетый выдающимся поэтом, оказывал сильное влияние на воображение художников (с другой стороны, некоторые авторы считают, что сам Данте написал поэму под впечатлением от фрески с изображением Страшного суда, созданной ок. 1300 года Пьетро Каваллини). До того, как Нардо ди Чоне написал фреску в капелле Строцци, ад изображал Джотто (капелла Святой Магдалины в Барджелло), Буонамико Буффальмакко (Кампосанто в Пизе) и Андреа ди Чоне (Орканья) в церкви Санта Кроче (фрагменты — в Музее Санта Кроче).
Нардо изобразил ад в виде продольного среза гигантской трубы; сверху вниз к самому центру ада спускаются шесть кругов. Круги поделены на сектора, в которых показаны разные наказания, которым подвергаются грешники. Исследователи отмечают, что такая структура изображения ада является прямым визуальным переложением текста Данте. Однако, несмотря на тесное взаимодействие с текстом «Божественной комедии» Нардо не ставит себе задачу с дословной точностью воспроизвести текст. Он не стал изображать воронку, по которой постепенно спускаются вниз Данте и Вергилий.
Фреска сильно утратила красочный слой, поэтому разглядывание деталей композиции крайне затруднено. В левой части первого регистра находится преддверие ада, где изображены грешники, готовящиеся к переправе (Божественная комедия, песнь III). Дальше идёт первый круг, «Лимбо» — замок, «семь раз обвитый стройными стенами». Это удел тех, кто не знал Бога («Ад», песнь IV). Слева — второй круг ада. Души грешников стекаются к нему, и получают разные наказания («Ад», песнь V). Дальше в третьем круге (справа) можно видеть ужасного цербера (под ним надпись — CERBERO), мучающего души («Ад», песнь VI). В третьем регистре художник изобразил четвёртый круг ада. Здесь обречены на вечные муки скупцы и расточители, охраняемые Плутосом: "Их множество казалось бесконечным; два сонмища шагали рать на рать, толкая грудью грузы с воплем вечным; потом они сшибались и опять с трудом брели назад, крича друг другу: «Чего копить?» или «Чего швырять?» («Ад», песнь VII). Далее направо расположился пятый круг, где в Стиксе томятся души гневливых, вспыльчивых грешников («Ад», песнь VII и VIII). В четвёртом регистре изображена обширная внутренняя стена, проходящая между верхними и нижними кругами Ада — город Дит. Его охраняют демоны и фурии, а за его стенами и башнями открывается горящий вечным пламенем нижний ад («Ад», песнь VIII и IX). Под ним изображена панорама шестого круга Ада — объятая огнём земля и горящие саркофаги ересиархов («Ад», песнь IX—X). В пятом регистре расположился седьмой круг, где терпят мучения насильники, за которыми следят Кентавры. Слева — лес из самоубийц и расточителей, охраняемых гарпиями («Ад», песнь XIII), а с правой стороны — охраняемое Герионом место вечных мучений богохульников, содомитов и ростовщиков. Здесь постоянно идёт огненный дождь («Ад», песнь XIV—XVII). В шестом регистре размещены восьмой и девятый круги ада. Художник, в соответствии с названием этого места в преисподней («злые щели»), делит картинную плоскость несколькими спускающимися траншеями, превращая эту часть композиции в сложную разветвлённую систему. Это место вечных мучений колдунов, чародеев, взяточников, лжецов, а в центре, между «злыми щелями», находится последний, девятый круг Ада, который стерегут Нимврод, Антей, и Эфиальт («Ад», песнь XXXI). Именно здесь находится трёхликий Люцифер. «Страдающий всех хуже» — Иуда, затем Брут и Кассий.
Такая картина ада описана у Данте. Живопись капеллы Строцци придаёт ей монументальный размах и наглядный характер, когда одним взглядом можно охватить разверзающуюся пропасть адских мучений.
Известно, что состоявшийся в церкви Санта Мария Новелла Поместный собор (1335г) всё ещё запрещал представителям доминиканского ордена чтение произведений Данте, написанных на итальянском языке. После того, как Нардо ди Чоне приступил к росписи капеллы, это вето с «Божественной комедии» по всей вероятности официально было снято, и разработка живописной программы была также открыто санкционирована (в этом мог принимать участие Якопо Пассаванти или Фра Пьетро Строцци). Вопрос о том, кому принадлежит инициатива живописного переложения поэмы Данте остаётся открытым. Вазари (1568г) об этом не упоминает. В современной искусствоведческой литературе существует мнение, что Нардо ди Чоне мог действовать и вопреки воле заказчика.